# Walckenaeria arcana
Walckenaeria arcana is een spinnensoort uit de familie hangmatspinnen (Linyphiidae). De soort komt voor in Mexico.